# Долтон (Іллінойс)
Долтон (англ. Dolton) — селище (англ. village) в США, в окрузі Кук штату Іллінойс. Населення — 21 426 осіб (2020).

## Географія
Долтон розташований за координатами 41°37′49″ пн. ш. 87°35′49″ зх. д. / 41.63028° пн. ш. 87.59694° зх. д. (41.630274, -87.596839).  За даними Бюро перепису населення США в 2010 році селище мало площу 12,13 км², з яких 11,82 км² — суходіл та 0,31 км² — водойми.

## Демографія
Згідно з переписом 2010 року, у селищі мешкали 23 153 особи в 7834 домогосподарствах у складі 5811 родини. Густота населення становила 1908 осіб/км².  Було 8720 помешкань (719/км²).
Расовий склад населення:
| - 90,9 % — чорних або афроамериканців - 6,2 % — білих - 0,3 % — азіатів - 0,1 % — корінних американців - 1,1 % — осіб інших рас |

До двох чи більше рас належало 1,3 %. Частка іспаномовних становила 2,7 % від усіх жителів.
За віковим діапазоном населення розподілялося таким чином: 28,4 % — особи молодші 18 років, 62,5 % — особи у віці 18—64 років, 9,1 % — особи у віці 65 років та старші. Медіана віку мешканця становила 35,1 року. На 100 осіб жіночої статі у селищі припадало 83,9 чоловіків;  на 100 жінок у віці від 18 років та старших — 77,5 чоловіків також старших 18 років.
Середній дохід на одне домашнє господарство  становив 55 753 долари США (медіана — 45 346), а середній дохід на одну сім'ю — 61 063 долари (медіана — 48 684). Медіана доходів становила 42 674 долари для чоловіків та 43 870 доларів для жінок. За межею бідності перебувало 24,8 % осіб, у тому числі 40,1 % дітей у віці до 18 років та 12,9 % осіб у віці 65 років та старших.
Цивільне працевлаштоване населення становило 9334 особи. Основні галузі зайнятості: освіта, охорона здоров'я та соціальна допомога — 24,9 %, роздрібна торгівля — 12,9 %, транспорт — 12,1 %.